# Macadumosia excisa
Macadumosia excisa är en fjärilsart som beskrevs av Rothschild 1912. Macadumosia excisa ingår i släktet Macadumosia och familjen björnspinnare. Inga underarter finns listade i Catalogue of Life.